# Entsorgungsverband Saar
Der Entsorgungsverband Saar (EVS) ist ein Zweckverband der saarländischen Kommunen für die Abfallwirtschaft und Abwasserreinigung.

## Geschichte und Aufgaben
Der Entsorgungsverband Saar wurde 1998 als Zusammenschluss des Kommunalen Abfallentsorgungsverbands Saar (KABV) und des Abwasserverband Saar (AVS) gegründet. Es handelt sich um einen öffentlich-rechtlichen Zweckverband. Der Sitz befindet sich in Saarbrücken. Im EVS vertreten sind alle 52 Städte und Gemeinden des Saarlandes. Rechtsgrundlage war das Gesetz zur Neuordnung der Saarländischen Abfall- und Wasserwirtschaft vom 30. Dezember 1997.
Er zeichnet verantwortlich für die Abwasserreinigung und die überörtliche Abfallentsorgung. In den meisten Kommunen organisiert er auch das Einsammeln und den Transport der Abfälle hin zu seinen eigenen oder beauftragten Abfall-Anlagen.
In der Verbandsversammlung, in der alle saarländischen Kommunen vertreten sind, wird über grundlegende Zielsetzungen und Aufgabenstellungen des Verbandes entschieden. Dem Aufsichtsrat gehören Bürgermeister sowie Vertreter der Wirtschaft und von Verbänden an.
Zu den Aufgaben im Bereich der Abfallwirtschaft gehören
- Abfallabfuhr in 45 der 52 saarländischen Kommunen (Restabfall, Biogut, Sperrabfall, Altpapier und Sonderabfälle)
- Betrieb der Abfallanlagen, zu diesen gehören 21 Wertstoff-Zentren, zwei Deponien und die Abfallverwertungsanlage Velsen (AVA Velsen)[4]
- Planung und Bau eines BioMasseZentrums
- Verwertung des saarländischen Bio- und Grüngutes
- Nachsorge für mehr als 30 stillgelegte Deponien
- Entwicklung bedarfsgerechter Entsorgungs-, Verwertungs- und Gebührenkonzepte
- Entsorgung gewerblicher Abfälle

Im Bereich der Abwasserwirtschaft werden folgende Aufgaben erfüllt:
- Bau und Betrieb von 136 Kläranlagen[4]
- Abwasserreinigung und -ableitung
- Förderprojekte

Der Umweltverband EVS setzt sich für ein nachhaltiges Energiemanagement auf seinen Abwasser- und Abfallanlagen ein. Ein Beispiel dafür ist die Abfallverwertungsanlage AVA Velsen, die jährlich rund 35.000 Haushalte mit Strom versorgt. 2021 bis 2022 wurde die Anlage für rund 20 Millionen Euro um eine Wärmeauskopplung erweitert. Seit der Heizperiode 2022/2023 werden pro Jahr rund 170.000 Megawattstunden (MWh) Wärme für knapp 15.000 Haushalte über eine sechs Kilometer lange Anschlussleitung in das Fernwärmenetz des Fernwärmeverbundes Saar eingespeist.
Neben der AVA Velsen betreibt der Entsorgungsverband auf seinen Anlagen Blockheizkraftwerke mit Klärschlamm und Photovoltaikanlagen.
Eine jährliche Aktion ist Saarland picobello, die in Zusammenarbeit mit den saarländischen Städten und Gemeinden durchgeführt wird. Die landesweite Müllsammelaktion unter dem Motto „Frühjahrsputz fürs Saarland“, richtet sich vornehmlich an Schulen und Kindergärten, aber auch Vereine und private Initiativen.

## Organisation
Das EVS besteht aus einer Geschäftsführung, einem Aufsichtsrat und einer Verbandsversammlung. Die Geschäftsführung leitet den EVS und besteht aus zwei hauptamtlichen Geschäftsführern, die von der Verbandsversammlung für eine Amtszeit von fünf Jahren gewählt werden.
In der Verbandsversammlung vertreten sind alle 52 saarländischen Städte und Gemeinden, vertreten durch ihre jeweiligen Bürgermeister. Neben der Wahl der Geschäftsführung beschließen sie auch den Wirtschaftsplan, die Satzungen und den Maßnahmenplan Abwasser.
Als Kontrollgremium dient der Aufsichtsrat, dem 17 Mitglieder angehören: der Vorsitzende der Verbandsversammlung, 14 von der Verbandsversammlung gewählte Mitglieder sowie zwei nicht stimmberechtigte Mitglieder aus dem Beirat.

## Gesellschaften und Beteiligungen
Die EVS hat einen Teil der Aufgaben an Gesellschaften übertragen, an denen er mittelbar oder unmittelbar beteiligt ist:
- EVS ABW: Entsorgungsdienstleistungen im Bereich der Abfallwirtschaft
- EVS BMZ: Errichtung und Betrieb eines BioMasseZentrums
- EVS GAV: Vermietung der Abfallverwertungsanlage Velsen (AVA Velsen)
- EVS SAB: Beratung und Erbringung von Dienstleistungen außerhalb des öffentlich-rechtlichen Bereiches
- AVA Velsen:Betrieb der AVA Velsen